# Małgorzaty jego życia
Małgorzaty jego życia – humorystyczne słuchowisko radiowe (napisane przez Marię Czubaszek), nadawane po raz pierwszy w Programie Trzecim Polskiego Radia. 
Jest to jedno z trzech cyklicznych słuchowisk Marii Czubaszek. Spośród innych wyróżnia się najmniej absurdalnym, najbardziej zwyczajnym humorem. Charakterystyczne jest też to, że oprócz postaci występuje też narrator. Występują w nim Wojciech Pokora - Koki, Irena Kwiatkowska – narrator, Jolanta Zykun – Małgorzaty. W wielu odcinkach pojawia się też Jerzy Dobrowolski, który czasem mówi wstęp lub zakończenie odcinka, a czasem udaje pewne odgłosy, np. dzwonek lub pukanie do drzwi.
Główny bohater, Koki, interesuje się wyłącznie kobietami o imieniu Małgorzata. W każdym z odcinków spotyka inną Małgorzatę i przeżywa z nią obyczajową lub też miłosną przygodę. Jego życiowa dewiza to Moja matka miała na imię Małgorzata, mój ojciec miał żonę, która miała na imię Małgorzata i nawet ja, gdybym urodził się kobietą miałbym na imię Małgorzata.